# San Salvatore di Fitalia
San Salvatore di Fitalia es una localidad italiana de la provincia de Mesina, región de Sicilia, con 1.493 habitantes.

Ubicación de la ciudad de San Piero Patti dentro de la provincia de Mesina.

## Evolución demográfica
| Gráfica de evolución demográfica de San Salvatore di Fitalia entre 1861 y 2001 |
|                                                                                |
| Fuente ISTAT - Elaboración gráfica por parte de Wikipedia                      |